# Municipio de Grape Grove
El municipio de Grape Grove (en inglés: Grape Grove Township) es un municipio ubicado en el condado de Ray en el estado estadounidense de Misuri. En el año 2010 tenía una población de 885 habitantes y una densidad poblacional de 2,94 personas por km².

## Geografía
El municipio de Grape Grove se encuentra ubicado en las coordenadas 39°26′41″N 93°50′4″O / 39.44472, -93.83444. Según la Oficina del Censo de los Estados Unidos, el municipio tiene una superficie total de 301.43 km², de la cual 301,16 km² corresponden a tierra firme y (0,09 %) 0,26 km² es agua.

## Demografía
Según el censo de 2010, había 885 personas residiendo en el municipio de Grape Grove. La densidad de población era de 2,94 hab./km². De los 885 habitantes, el municipio de Grape Grove estaba compuesto por el 97,4 % blancos, el 0,23 % eran afroamericanos, el 0,23 % eran amerindios, el 0,11 % eran asiáticos, el 0,23 % eran de otras razas y el 1,81 % eran de una mezcla de razas. Del total de la población el 0,68 % eran hispanos o latinos de cualquier raza.